# Medal Krucjaty przeciwko Komunizmowi
Medal Krucjaty przeciwko Komunizmowi (rum. Medalia Cruciada Împotriva Comunismului) – rumuński medal wojskowy z okresu II wojny światowej.

## Historia
Medal został ustanowiony dekretem królewskim z dnia 1 kwietnia 1942 roku nr 1014 wyróżnienia osób uczestniczących w działaniach przeciwko ZSRR. Medal ten mógł być nadawany żołnierzom rumuńskim biorącym udział w walkach na froncie wschodnim, jak również osobom cywilnym, które uczestniczyły w działaniach związanych z walkami na tym froncie. Medal mógł być nadawany również cudzoziemcom.
Po zakończeniu II wojny światowej medal nie był nadawany, a jego noszenie było zakazane.

## Zasady nadawania
Medal zgodnie z dekretem był nadawany oficerom i żołnierzom wojsk rumuńskich walczących na froncie wschodnim przeciwko ZSRR. Medale nadawane żołnierzom posiadały dodatkowo okucia na wstążce medalu z nazwami miejsc bitwę w których  odznaczony brał udział. Było 14 typów okuć, przy czym 3 z nich był oficjalnie wymienione w dekrecie.
Medal nadawany osobom cywilnym, które mogły go otrzymać w przypadku gdy uczestniczyły w działaniach wspierających wojska rumuńskie w działaniach bojowych na froncie wschodnim.
Zgodnie z dekretem medal mógł być nadawany również żołnierzom wojsk niemieckich, włoskich i słowackich współdziałającym z wojskami rumuńskim w działaniach bojowych na froncie wschodnim.

## Opis odznaki
Odznaką medalu jest krążek wykonany z tombaku o średnicy 32 mm.
Na awersie w środkowej części znajduje się równoramienny krzyż na którym nałożona jest ręka trzymająca wzniesiony miecz. Nad rękojeścią miecza widnieje data 1941. Wzdłuż krawędzi znajduje się napis w języku rumuńskim CRUCIADA ÎMPOTRIVA COMUNISMULUI (pol. Krucjata przeciwko Komunizmowi).
Na rewersie w środkowej części znajduje się głowa kobiety z profilu, a pod nią wzdłuż krawędzi napis w jęz. rumuńskim ROMÂNIA RECUNOSCĂTOARE (pol. Wdzięczna Rumunia).
Medal był noszony na wstążce o szer. 35 mm koloru czerwonego, w środku znajduje się pasek o szer. 8 mm w kolorze flagi Rumunii w położeniu poziomym, niebieski-żółto-czerwony, po bokach są wąskie paski koloru srebrnego.
Na wstążce medalu nadawanych walczącym żołnierzom umieszczano okucia nadawane wraz z medalem. Okucie wykonane były z metalu patynowanego, po bokach nich są umieszczone równoramienne krzyże (takie jak na awersie), a pomiędzy nimi napisy określające rejon lub miejsce gdzie odznaczony brał udział w działaniach bojowych. Na okuciach według dekretu były następujące napisy: BUCOVINA (Bukowina),  BASARABIA (Besarabia), DOBROGEA (Dobrudża), NISTRU (Dniestr), ODESA (Odessa), BUG (Bug), NIPRU (Dniepr), AZOV (Morze Azowskie), CRIMEA (Krym), DONEŢ (Doniec). Później stosowano nowe napisy na okuciach, choć formalnie nie były one wymienione w dekrecie, na takich okuć były napisy: MAREA NEAGRA (Morze Czarne), CAUCAZ (Kaukaz), CALMUCIA (Kałmucja), STALINGRAD (Stalingrad).